# Octonoba paravarians
Octonoba paravarians är en spindelart som beskrevs av Dong, Zhu och Yoshida 2005. Octonoba paravarians ingår i släktet Octonoba och familjen krusnätsspindlar. Inga underarter finns listade i Catalogue of Life.